# Ingolfiella ruffoi
Ingolfiella ruffoi är en kräftdjursart. Ingolfiella ruffoi ingår i släktet Ingolfiella och familjen Ingolfiellidae. Inga underarter finns listade i Catalogue of Life.